# Abdón Calderón
Pour les articles homonymes, voir Calderón.
Abdón Calderón Garaycoa (né le 30 juillet 1804, mort le 7 juin 1822) était un héros de la guerre d'indépendance de l'Équateur qui mourut des suites de blessures subies lors de la bataille de Pichincha. Son héroïsme était tel que Simón Bolívar non seulement le promut post-mortem, mais décréta également qu’à l’avenir, la première compagnie du bataillon Yaguachi serait passée en revue comme s’il était vivant, un honneur rarement vu dans l’histoire militaire. Baptisé à Cuenca le 31 juillet 1804, il était le fils de Francisco Calderón y Díaz, né à Cuba, comptable des Cajas Reales, fonctionnaire du gouvernement colonial de Cuenca et martyr de l’indépendance, et de Manuela de Jesús de Garaycoa y Llaguno, de Guayaquil, qui appartenait à l’une des familles les plus importantes du port.

## Historique
Son père, Francisco Calderón, a soutenu le coup d'État patriote à Quito le 10 août 1809, pour lequel il a été emprisonné et envoyé à Guayaquil, puis à Cuenca et Machala. Libéré lors de la création de la Junte du gouvernement supérieur de 1810, il rejoint l’armée patriote de l’État de Quito avec le grade de colonel. À ce titre, il participa à toute la campagne de 1811 à 1812, militant du côté des Sanchistas ou radicaux. Après la défaite finale de l’armée patriote, après la bataille d'El Panecillo, il est fusillé à Ibarra le 1er décembre 1812 sur ordre de Juan de Sámano. Son dernier souhait était que le bandeau soit retiré et que son fils Abdón reçoive son scapulaire, qui était la propriété du grand héros de Quito, Eugenio Espejo. Toute cette expérience marquera profondément la vie et la mort de son fils Abdon.
Abdón étudia à Guayaquil, comptant parmi ses professeurs Vicente Rocafuerte, son parent éloigné, futur président de l'Équateur, qui épousera en 1842 Baltazara Calderón, la sœur cadette d’Abdón, née à Cuenca en 1806.
Abdón n’avait que 16 ans lorsque la révolution éclata le 9 octobre 1820, déclarant l’indépendance de Guayaquil. L’illustre José Joaquín de Olmedo créa alors une armée appelée la Division protectrice de Quito dans le but de rendre également le reste de l’Audiencia indépendante. Le même jour, Abdón s’enrôla dans la division où il atteignit le grade de lieutenant dans le bataillon de volontaires de la patrie sous les ordres de Don Ignacio Salazar. Il se distingua immédiatement par son « courage héroïque », selon les mots du colonel patriote Luis Urdaneta, qui demanda pour Abdón le grade de lieutenant après le triomphe du Camino Real (9 novembre 1820). Avec ce grade militaire, il participe aux différentes actions de la campagne de libération de 1820-1822 : la première défaite de Huachi, celle de Tanizahua, la victoire de Cone, la deuxième défaite de Huachi, l’avance de Guayaquil à Cuenca et de Cuenca à Quito. Au moment où il combattit à la bataille de Pichincha, Abdón Calderón, malgré son jeune âge, était un vétéran de la guerre.

## La bataille de Pichincha et sa mort

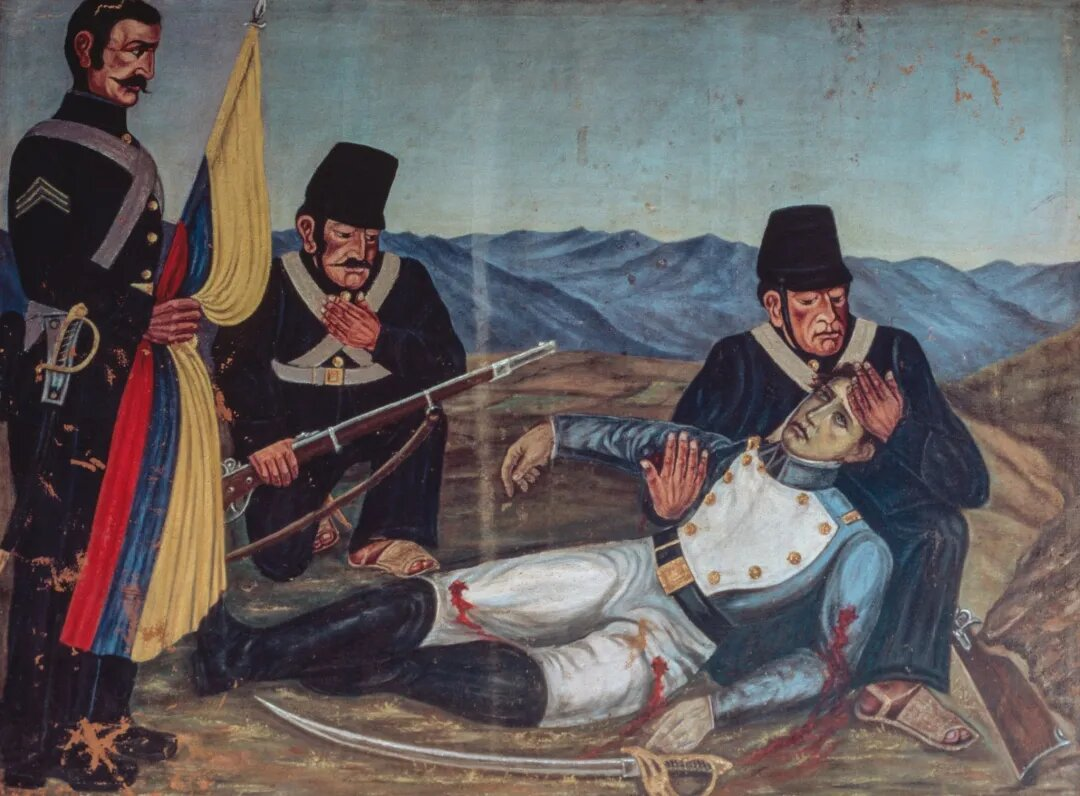
Mort d’Abdón Calderón dans un tableau anonyme.

La bataille de Pichincha, le 24 mai 1822, fut le théâtre de l’événement qui allait faire de lui une légende, sa propre mort. Comme l’ont rapporté des témoins et le rapport de bataille du général Antonio José de Sucre, malgré plusieurs blessures successives, il a continué à se battre. Ce fait incontestable a été raconté dans les manuels scolaires avec des adjectifs grandiloquents, créant un mythe qui a été enseigné dans les écoles primaires équatoriennes à propos d’un personnage aux capacités presque surhumaines qui, bien qu’handicapé, a tenu le drapeau de l’indépendance presque avec ses dents, jusqu’à ce qu’il meure finalement au combat. Ce récit provient de l’estampe écrite au début du XXe siècle par Manuel J. Calle, qui dans son œuvre « Légendes du temps héroïque », a voulu mettre en évidence l’héroïsme du jeune homme de Cuenca au milieu de la bataille.
La véritable histoire est qu’Abdón Calderón, bien qu’ayant reçu quatre blessures par balle, est resté sur la ligne de feu, encourageant tout son bataillon, qu’il commandait en tant que lieutenant. Lorsqu’il est tombé, s’évanouissant, ses soldats ont improvisé une civière avec un poncho et l’ont mis dans une hutte située dans l’arène. À la fin de la bataille acharnée, il est transféré dans la ville de Quito, où il meurt quatorze jours plus tard de dysenterie à l’hôpital San Juan de Dios le 7 juin 1822. Antonio José de Sucre, dans son bref rapport sur la bataille de Pichincha, daté du 28 mai de cette année-là, dit : « [...] Je signale particulièrement la conduite du lieutenant Calderon, qui, après avoir reçu quatre blessures successives, ne voulut pas se retirer du combat. Il mourra probablement, mais le gouvernement de la République saura dédommager la famille pour les services de cet officier héroïque.

## Promotion militaire posthume
Lorsque Simón Bolívar arriva dans la ville de Quito et apprit ces faits, il promut Calderón au grade de capitaine à titre posthume et décréta que son salaire serait donné à sa mère. Il ordonna que la première compagnie du bataillon Yaguachi à laquelle appartenait Calderón n’ait pas de capitaine et que dans les magazines, lorsque son nom serait mentionné, les troupes devaient répondre : « Il est mort glorieusement à Pichincha, mais il vit dans nos cœurs. » Cette cérémonie est célébrée encore aujourd’hui dans cette unité militaire. De plus, elle a lieu chaque 24 mai sur le site de la bataille elle-même, connue sous le nom de Pic de la liberté.

## Hommages et distinctions
- Ordre d'Abdón Calderón, une décoration équatorienne instituée en 1904.
- Dans le corps de cavalerie de l’armée équatorienne, on se souvient toujours de lui lors de la relève hebdomadaire de la garde avec le cri de l’officier : « Capitaine Abdón Calderón...
- Deux collèges militaires portent son nom, dans la ville de Quito[2], et celle de Cuenca[3] En plus de l’Unité d’enseignement bilingue privée « Abdón Calderón », située dans le canton de Samborondón, dans la province du Guayas[4] et une unité d’enseignement fiscal du même nom dans le canton de Naranjal.
- La canonnière BAE Abdón Calderón de la marine équatorienne a été nommée en son honneur.
- À la mi-septembre 2014, la police militaire vénézuélienne a adopté le nom de « Calderón 352 » en l’honneur du jeune héros.